# 曾苏民
曾苏民（1932年2月14日—2015年11月8日），湖南双峰人，金属压力加工专家，中国工程院院士。

## 生平[1]
1965年，毕业于新风加工厂职工业余大学。
1999年，当选中国工程院院士。
2015年11月8日上午10时42分，在重庆病逝。